# Carrollton (Ohio)
Carrollton település az Amerikai Egyesült Államok Ohio államában, Carroll megyében, melynek megyeszékhelye is. Lakosainak száma 3087 fő (2020. április 1.).

## Népesség
A település népességének változása:

| 2010 | 3 241 |
| 2020 | 3 087 |